# Nora (gato)

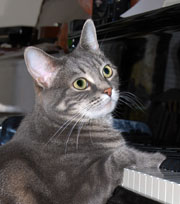
Nora "tocando" piano

Nora (nascida em 2006) é uma gata cinza, resgatada de um abrigo em Cherry Hill, em Nova Jersey, que se tornou famosa por "tocar" piano. O The Times de Londres, em sua edição online, caracterizou a sua música como sendo "algo meio entre Philip Glass e free jazz ".
Vários vídeos da gata "tocando" piano, foram postadas no You Tube. Entre a primeira postagem em 2007 e a de agosto de 2009 cerca de 20 milhões de pessoas viram os seus vídeos. O compositor e maestro lituano Mindaugas Piecaitis compôs um concerto de quatro minutos para a gata.
Betsy Alexander, professora, e Burnell Yow, fotógrafo, são os donos da gata. Ela vive na Filadélfia, juntamente com cinco outros gatos em uma casa.